# Hermann Schwarzenberg
Hermann Schwarzenberg (* 20. August 1830 in Kassel; † 9. Februar 1897 in Münster) war ein preußischer Verwaltungsjurist und diente als Regierungspräsident des Regierungsbezirkes Münster.

## Leben
Schwarzenberg absolvierte das Gymnasium in Hanau und studierte Rechts- sowie Kameralwissenschaften in Marburg, Bonn und Heidelberg. Er begann 1854 als Regierungsreferendar in Kassel, war 1861 in Fritzlar und wirkte ab 1862 in der Regierung in Hanau. Weitere Arbeitsstationen folgten, bis Schwarzenberg am 10. März 1890 zum Regierungspräsidenten in Münster ernannt wurde.

## Auszeichnungen
- Roter Adlerorden II. Klasse mit Eichenlaub